# Paripāṭal
Paripāṭal, (tamoul : பரிபாடல்) est un des 8 recueils qui constitue Eṭṭuttokai (tamoul : எட்டுத்தொகை), littéralement les Huit Anthologies de la période du Sangam, composées principalement entre le IIe siècle av. J.-C. et le IIIe siècle. Les thèmes traités, en partie d'inspiration religieuse, placent le Paripāṭal plutôt vers la fin du Sangam.
Le Paripāṭal désigne à la fois chacun de ses chants que le recueil tout entier, puisqu'il définit un type particulier de mètre (modèle de vers) et que tout le livre n'est composé qu'en ce mètre.
Les sujets traités sont à la fois profanes et religieux, et du genre ''akam'' (intérieur à soi ou encore l'amour) et celui ''puram'' (extérieur à soi, la société). Ce mélange du profane et du religieux, une originalité par rapport aux premières œuvres du Sangam s'inscrivant dans un registre uniquement profane, semble à l'origine de son désintérêt parmi le corpus de la littérature classique tamoule.

## Découverte du Paripāṭal

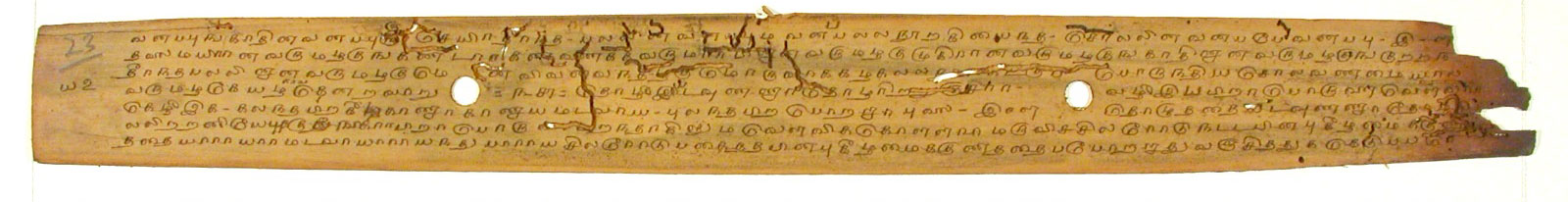
Texte manuscrit tamoul sur feuille de palmier

En dehors d'un bref commentaire de Parimēlaḻakar du XIIIe siècle ou du XIVe siècle, nous avons perdu toutes traces du Paripāṭal pendant plus de mille ans jusqu'aux premiers travaux minutieux de la fin du XIXe siècle de Swaminatha Iyer (1855-1942) sur la redécouverte de la littérature classique tamoule. Ce dernier publie l'œuvre pour la première fois en 1918 à partir de quelques manuscrits incomplets.

### Structure d'origine
Un quatrain mnémotechnique attribué à Kantiyār donne le nombre des chants et le contenu du Paripāṭal. Un total de 
70 poèmes se décomposant comme suit :
| traduction de François Gros | texte tamoul                                                                   |
| --- | ------------------------------------------------------------------------------ |
| Pour Tirumāl huit, pour Cevvēḷ trente-et-un, Un pour la Gardienne de la forêt Pour la douce Vaiyai où l'on s'unit vingt-six, quatre pour la grande Madurai C'est là, dit-on, la nature des parfaits paripāṭal | திருமாற் கிருநான்கு செவ்வேட்கு முப்பத் தொருபாட்டுக் காடுகாட் கொன்று மருவினிய வையை யிருபத்தாறு மாமதுரை நான்கென்ப செய்யபரி பாடற் றிறம் |

### Chants disponibles
Seul un tiers des chants nous est parvenu, les deux autres tiers sont irrémédiablement perdus. À ce jour nous disposons de :
– 7 des 8 chants de Tirumāl ;
– 8 des 31 chants de Cevvēḷ ;
– 9 des 26 chants de la Vaiyai ;
– quelques fragments des 4 chants de Madurai.
La longueur des chants qui nous sont parvenus est variable de 32 à 140 vers.

## Sa définition et sa forme
Pāṭal (பாடல்) veut dire "chant" et pari, du verbe parital « prendre en soi », soit un chant qui mêle toutes les formes métriques connues, François Gros traduit le Paripāṭal par le "chant mêlé, une sorte de pot pourri analogue à la fameuse satura de la vieille littérature latine".
Le Paripāṭal, avant d'être le nom de l'œuvre, est celui de la forme métrique qui composent ses chants. En dehors d'un écrit tardif du XVIIe siècle, nous ne connaissons aucun autre poème composé en paripāṭal. Sa complexité est à l'origine de son abandon par les poètes.
Poésie et musique sont intimement liées dans cette œuvre. Nombre de colophons donne le nom du poète, du musicien et de la mélodie. Il est presque certain que les chants étaient accompagnés d'un véritable mimique (avinayam).